# Чёртов мобильник
«Чёртов мобильник», другое название — «Телефон из ада» (англ. Hellphone) — французская комедия «чёрного юмора» с элементами фантастики.

## Сюжет
Действие фильма разворачивается в Париже, в Сорбонне.
Главный герой фильма, лицеист Сид происходит из бедной французской семьи, его мать — хиппи, а отец ушёл от них к стриптизёру. Сид — фанат группы AC/DC. Он влюбляется в новенькую по имени Анжи Жолимон, которая как раз переехала в Париж из Нью-Йорка. Мать Анжи — скульптор, а отец — известный скейтер. В Анжи влюблено полшколы, но девушка встречается с Виржилем — с самым красивым и богатым юношей в лицее. При первой встрече она игнорирует Сида, но в шутку просит его дать ей номер телефона. Сид разочарован, поскольку у него нет мобильного телефона. Тогда он просит мать дать ему на день рождения денег на покупку. Но мать смогла дать ему только 30 евро. Сид идёт в магазин бывших в употреблении товаров и покупает самый дешёвый телефон, причём продавец утверждает, что уступает ему 470 евро. Как только продавец взял деньги, он радостно сообщил, что телефон не работает. Но вдруг у Сида получается его включить. Парень пытается навязать Анжи свой номер, но его высмеивают подружки Анжи, при чём одна из подруг по имени Клеманс сказала, что этот телефон красного цвета и что это ужасно.
После этого, на уроке химии у подруги Анжи по имени Марго (Жюдит Шемла) раздаётся телефонный звонок. Бесполый голос говорит Марго, что Клеманс будет гореть в аду. Марго вешает трубку, после чего зажигает горелку и поджигает Клеманс (Анаи Демустье) волосы. Учительница химии тушит огонь с помощью огнетушителя, и всё обходится.
Затем телефон Сида начинает сам по себе звонить по самым разным номерам знакомых Сида, даже по тем, которых Сид не знает. В результате всего этого учитель математики съедает мел, учитель истории одевается в костюм ковбоя и красит волосы в фиолетовый цвет, сообщив Сиду тему контрольной.
Затем Виржиль, начав высмеивать лучшего друга Сида Пьера из-за того, что мать Пьера — стриптизёрша, ни с того ни с сего танцует прямо в столовой лицея стриптиз. Анжи приглашает Сида в кино, и Сид, чтобы прикинуться богатым, угоняет у отца Виржиля машину. Как раз в это время мать Сида получает письмо с приглашением поехать на Кубу и не слишком следит за сыном. В середине сеанса Сид вспоминает, что оставил телефон в машине, а на улице его уже поджидали Виржиль, Давид (Батист Кайо) и Франклин (Эдуард Коллин). Они разбивают Сиду нос, берут у него ключи и уезжают, а Сид возвращается в кинозал. В это время у Франклина звонит телефон. Он подходит и выпадает из машины прямо на мостовую, где погибает под колёсами фуры. Сида забирают в полицию, но телефон, лежащий в качестве улики на столе у всех на виду, вдруг звонит майору, который допрашивает Сида и Анжи, после чего майор отпускает пару. Анжи верит Сиду, что телефон особенный, и Сид не виноват в смерти Франклина.
Сид до этого ссорится с Пьером, который считает, что от телефона надо избавиться, но теперь Сид солидарен с Пьером. Он пытается разрезать телефон, а потом и утопить и расплавить, однако на телефоне не остаётся ни царапины. Зато Сиду телефон сообщает, что Анжи скоро умрёт, и Сид будет вместе с дьяволом, живущим в телефоне. Сид спешит к Пьеру за помощью, но на него накидывается мать Пьера, которую соблазнил позвонивший ей до этого телефон, и задерживает его.
В конце фильма телефон замораживают в контейнере с жидким азотом и выбрасывают в пролив Ла-Манш.
Но его проглатывает акула…

## В ролях
- Жан-Батист Монье — Сид Супир
- Дженнифер Деккер — Анжи Жолимон
- Бенжамин Юнгерс — Пьер
- Владимир Консиньи — Виржиль
- Эдуард Коллин — Франклин
- Батист Кайо — Давид
- Жудит Шемля — Марго
- Анаис Демустье — Клеманс
- Садрин Дюма — мадам Жолимон
- Дюжарден, Жан — Le warrior de la cave (эпизодическая роль)

## Факты
- В фильме неоднократно появляется скрытая реклама мобильных телефонов Samsung: герои разговаривают по телефонам этой марки, а также во время сцены погони за грабителями встречается рекламный щит «Samsung»
- В полиции телефон набирает номер майора Крюше. Вероятно, фамилия — отсылка к циклу французских фильмов «Жандарм», где присутствует майор по фамилии Крюшо, роль которого сыграл Луи де Фюнес
- Внешне телефон очень сильно напоминает Siemens Xelibri 4.